# Convention baptiste du Nicaragua
La Convention baptiste du Nicaragua (espagnol : Convención Bautista de Nicaragua) est une association chrétienne évangélique d'églises baptistes au Nicaragua.  Elle est affiliée à l’Alliance baptiste mondiale. Son siège est situé à Managua. 

## Histoire
La Convention baptiste du Nicaragua a ses origines dans une mission américaine des Ministères internationaux en 1917. Elle est officiellement fondée en 1937 . En 1941, elle a fondé le Séminaire théologique baptiste du Nicaragua à Masaya, qui a déménagé à Managua en 1951. Selon un recensement de l’association, en 2023 elle disait avoir 289 églises et 85,000 membres.

## Services de santé
Elle est partenaire de l’Hôpital baptiste de Managua, fondé en 1930.